# Kylie Louw
Kylie Louw (15 de janeiro de 1989) é uma futebolista profissional sul-africana que atua como meia.

## Carreira
Kylie Louw fez parte do elenco da Seleção Sul-Africana de Futebol Feminino, nas Olimpíadas de 2012. 